# Alamosa
Alamosa is een plaats (city) in de Amerikaanse staat Colorado, en valt bestuurlijk gezien onder Alamosa County.

## Demografie
Bij de volkstelling in 2000 werd het aantal inwoners vastgesteld op 7960.
In 2006 is het aantal inwoners door het United States Census Bureau geschat op 8679, een stijging van 719 (9,0%).

## Geografie
Alamosa ligt aan de Rio Grande. Volgens het United States Census Bureau beslaat de plaats een oppervlakte van
10,3 km², geheel bestaande uit land.

## Plaatsen in de nabije omgeving
De onderstaande figuur toont nabijgelegen plaatsen in een straal van 40 km rond Alamosa.